# Franck Courtois de Viçose
Franck Courtois de Viçose (né le 11 septembre 1840 à Toulouse où il est mort le 1er mars 1905) est un banquier français.

## Biographie
Franck Courtois de Viçose nait à Toulouse, le 11 septembre 1840. Il est le fils de Charles Courtois de Viçose.
Perpétuant la tradition familiale, il exerce le métier de banquier aux côtés de son cousin Henri Courtois de Viçose. À la suite du décès de ce dernier en 1886, Il le remplace à la tête de la Société des livres religieux - cofondé par son père et son oncle -, aux côtés d'Alfred Parlier, son beau-frère. Il sera aussi conseiller municipal de la ville de Toulouse.
Protestant de religion et politiquement inscrit à droite, il est antidreyfusard,. Toutefois, en 1905, au sein de son établissement, il offre refuge aux frères dominicains de Toulouse, après qu'ils ont été expulsés de leur couvent,.
Il aura deux épouse. Dans un premier temps, Isabelle Harvey, puis, dans un second temps, Isabelle Rey, fille du baron Rey.
Il décède à Toulouse le 1er mars 1905.